# Adolf von Jorkasch-Koch
Adolf svobodný pán von Jorkasch-Koch (3. října 1848 Lvov – 23. dubna 1909 Vídeň) byl rakousko-uherský, respektive předlitavský státní úředník a politik z Haliče, v letech 1899–1900 a znovu 1908–1909 ministr financí Předlitavska.

## Biografie

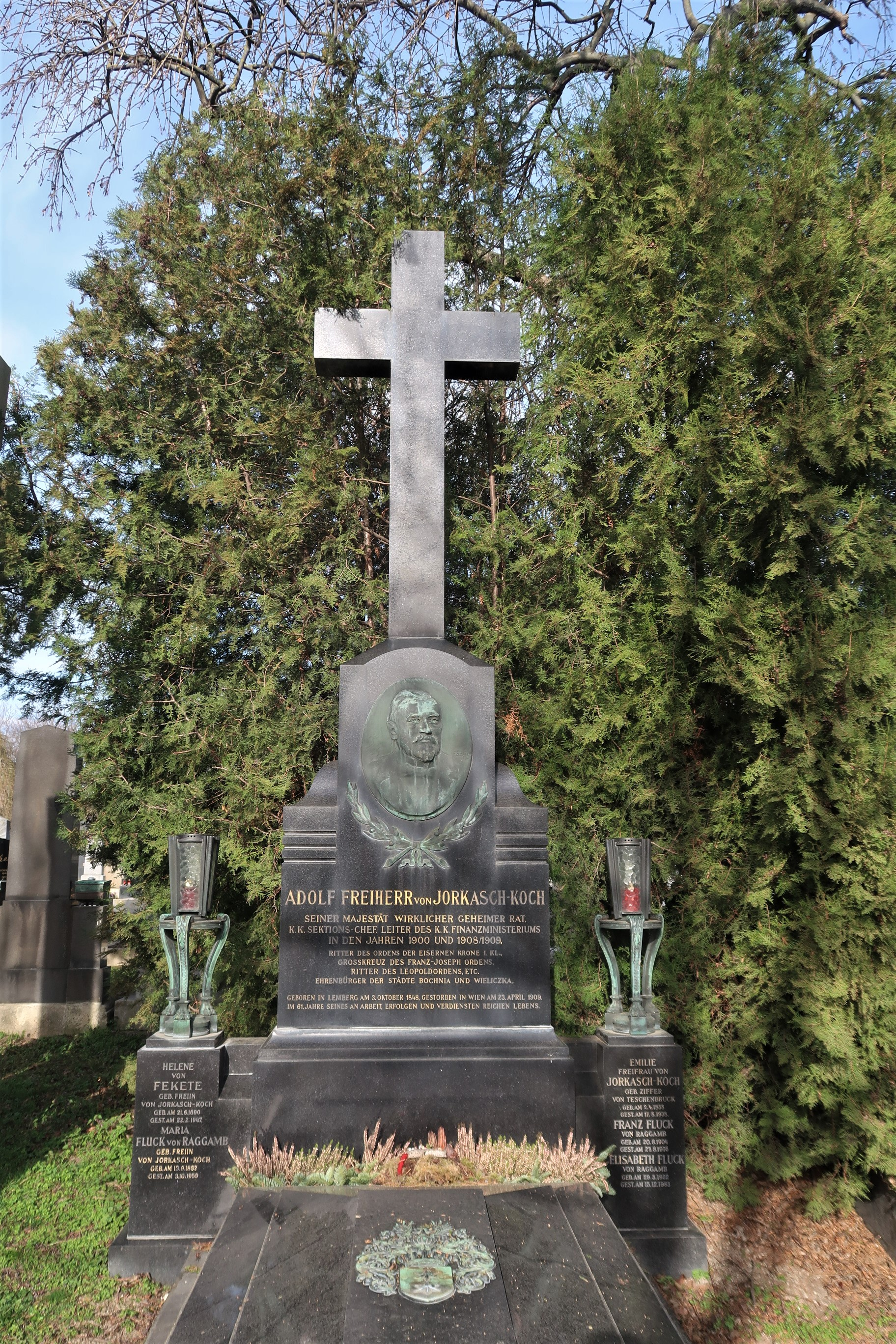
Hrobka Adolfa von Jorkasch-Kocha na vídeňském Ústředním hřbitově

Pocházel z Haliče, byl synem Adolfa von Jorkasch-Kocha (1823–1902), viceprezidenta zemského finančního ředitelství ve Lvově, který v roce 1879 získal titul svobodného pána. Vystudoval práva na Lvovské univerzitě. Od roku 1869 pracoval ve státních službách, nejprve na finančním úřadu ve Lvově, od roku 1875 na ministerstvu financí ve Vídni. Zde působil v odboru cel a mýtného a podílel se na reformách celních tarifů v 80. letech 19. století. Od roku 1889 vedl odbor cel na ministerstvu. V roce 1896 byl jmenován sekčním šéfem ministerstva. V roce 1898 se podílel na dojednávání finančního vyrovnání mezi Předlitavskem a Uherskem.
Vrchol jeho politické kariéry nastal v roce 1899, kdy se za vlády Manfreda Clary-Aldringena stal provizorním ministrem financí coby správce rezortu. Funkci zastával v období 21. prosince 1899 – 18. ledna 1900. Do ministerského křesla se ještě vrátil počátkem 20. století, kdy byl ve vládě Richarda Bienertha od 15. listopadu 1908 do 10. února 1909 opět ministrem financí jako správce rezortu.
Za zásluhy byl nositelem Řádu železné koruny I. třídy, velkokříže Řádu Františka Josefa a rytířem Leopoldova řádu. V roce 1899 byl jmenován c. k. tajným radou.